# Fredrik Wester (spelentreprenör)
Per Fredrik Wester, född 2 juni 1974, är en entreprenör vars livsverk är spelföretaget Paradox Interactive.
Wester är uppvuxen i Umeå, och har studerat vid Handelshögskolan i Göteborg. Han anställdes 2003 på företaget Paradox Entertainment som hade ekonomiska problem. 2004 lånade Wester upp kapital och köpte in sig som störste ägare. Efter drygt tio år var företaget i sådant skick att det kunde börsnoteras, vilket skedde 2016. Wester hade 2017 en privat förmögenhet på cirka 2,3 miljarder kronor.